# Télesphore Caudron
Télesphore Caudron, né le 9 février 1891 à Bruay-en-Artois et décédé le 14 mai 1959 à Paris, est un homme politique français.

## Biographie
Orphelin à deux ans d'un père mineur de fond, il descend lui-même dans la mine puis gravit tous les échelons de la hiérarchie jusqu'à devenir ingénieur en 1932, puis ingénieur principal en 1951.
Il participe à la Première Guerre mondiale, d'abord comme soldat, puis, après 1917, comme mineur « réquisitionné ».
Ce n'est cependant qu'après la Seconde Guerre mondiale qu'il s'implique en politique. Maire-adjoint SFIO de Bruay-en-Artois en 1947, il devient maire en 1949, après le décès d'Ernest Wery. Il est ensuite constamment réélu jusqu'à sa mort.
Élu conseiller général en avril 1958, il emporte la 10e circonscription lors des élections législatives de novembre, à la faveur d'une campagne axée sur la ligne majoritaire du parti et le soutien à De Gaulle, battant le communiste sortant André Mancey.
Il meurt brutalement, d'une crise cardiaque, en tout début de mandat.
Son nom a été donné à une rue, un square et une école primaire de Bruay-en-Artois.

## Distinctions
- Chevalier de la Légion d'honneur (1950)